# أنخيل هيريرو
أنخيل هيريرو (بالإسبانية: Ángel Herrero Morales)‏ هو لاعب كرة قدم إسباني، ولد في 1 مارس 1942 في سمورة في إسبانيا، وتوفي في 12 يناير 2014 في خيخون في إسبانيا بسبب استسقاء. لعب مع راسينغ سانتاندير ورايو فايكانو وريال سبورتينغ خيخون وريال مدريد كاستيا وريال مدريد.

## وصلات خارجية
- أنخيل هيريرو على موقع قاعدة بيانات كرة القدم.إي يو (الإنجليزية)
- أنخيل هيريرو على موقع عالم كرة القدم.نت (الإنجليزية)